# Laissac
Laissac – miejscowość i dawna gmina we Francji, w regionie Oksytania, w departamencie Aveyron. W dniu 1 stycznia 2016 roku z połączenia dwóch ówczesnych gmin – Laissac oraz Sévérac-l’Église – powstała nowa gmina Laissac-Sévérac l’Église. Siedzibą gminy została miejscowość Laisac. W 2013 roku populacja Laissac wynosiła 1699 mieszkańców. Przez miejscowość przepływa rzeka Aveyron.